# Скачели
Скачели — деревня в Батецком муниципальном районе Новгородской области, относится к Мойкинскому сельскому поселению. В Скачелях родился (1900 год) Герой Советского Союза Васильев Николай Алексеевич.

## Население
| 2010 |
| ---- |
| 47   |

В Скачелях около 40 домов, из них примерно в 10 проживают постоянно, а в остальные на лето приезжают дачники.

## Инфраструктура
В деревне находится магазин, обслуживающий 5—7 окрестных деревень.